# Spiridentaceae
Spiridentaceae är en familj av bladmossor. Spiridentaceae ingår i ordningen Bryales, klassen egentliga bladmossor, divisionen bladmossor och riket växter. Enligt Catalogue of Life omfattar familjen Spiridentaceae 12 arter.
Kladogram enligt Catalogue of Life:
| Spiridentaceae | \| \| Franciella \| \| \| \| \| \| Spiridens \| \| \| \| |
|                | \| \| Franciella \| \| \| \| \| \| Spiridens \| \| \| \| |
|                | Aulacomniaceae                                           |
|                |                                                          |
|                | Bartramiaceae                                            |
|                |                                                          |
|                | Bryaceae                                                 |
|                |                                                          |
|                | Catoscopiaceae                                           |
|                |                                                          |
|                | Hypnodendraceae                                          |
|                |                                                          |
|                | Lembophyllaceae                                          |
|                |                                                          |
|                | Meesiaceae                                               |
|                |                                                          |
|                | Mitteniaceae                                             |
|                |                                                          |
|                | Mniaceae                                                 |
|                |                                                          |
|                | Pseudoditrichaceae                                       |
|                |                                                          |
|                | Racopilaceae                                             |
|                |                                                          |
|                | Rhizogoniaceae                                           |
|                |                                                          |
|                | Timmiaceae                                               |
|                |                                                          |
|                | Franciella                                               |
|                |                                                          |
|                | Spiridens                                                |
|                |                                                          |

|  | Franciella |
|  |            |
|  | Spiridens  |
|  |            |